# 神岡町立栃洞中学校
神岡町立栃洞中学校（かみおかちょうりつ とちぼらちゅうがっこう）は、かつて岐阜県吉城郡神岡町（現・飛騨市）に存在した公立中学校。

## 概要
- 元は三井鉱山が神岡鉱山栃洞坑の従業員の社宅（前平、南平など）の生徒のために設置された私立学校であった。1953年に神岡町に移管され、神岡町立栃洞中学校となる。1978年廃校。
- 栃洞小学校に併設され、あわせて栃洞小中学校とも称した。

## 沿革
- 1947年（昭和22年）4月1日 - 三井鉱山によりに私立神岡第一中学校として開校。私立神岡第一小学校に併設。
- 1950年（昭和25年）6月10日 - 船津町、阿曽布村、袖川村が合併し、神岡町が発足。
- 1951年（昭和26年）
  - 5月14日 - 隣接する神岡高等鉱山学校の火災の延焼により、校舎が全焼する。
  - 11月 - 仮校舎が完成。
- 1953年（昭和28年）4月 - 神岡鉱山が私立学校法による学校法人設置を断念。神岡町に移管され、神岡町立栃洞中学校に改称する。新校舎が完成。
- 1966年（昭和41年） - 統合問題がおきる。
- 1977年（昭和52年）3月 - 神岡中学校に統合され廃校。栃洞中学校は神岡中学校栃洞教室となる。
- 1978年（昭和53年）3月 - 神岡中学校が現在地に新築移転。栃洞教室を廃止。